# Conquiolina
La conquiolina, conchín o perlucina, son proteínas complejas secretadas por el epitelio de un molusco. Esas proteínas son parte de una matriz de macromoléculas orgánicas, principalmente proteínas y polisacáridos, donde ensamblan juntos formando el necesario microambiente donde se nuclean los cristales y crecen. La matriz orgánica también genera cristales de aragonita que le da a las conchas su brillo y tersura. Los iones necesarios para formar carbonato de calcio son secretados por el manto, y el medio de fabricación está exactamente constituido para lograr aragonita (en vez de cristales de calcita) para nuclear, muy parecido a como el colágeno nuclea cristales de hidroxiapatita. 
La conquiolina sirve como una flexible matriz extracelular para la agregación de partículas; su fortaleza y dureza se debe a los enlaces de perlucina que da la sensación de nácar con un nivel impresionante de tersura.